# Goldulme

Eine Goldulme im Sommer

Die Goldulme (Ulmus × hollandica 'Wredei', auch 'Dampieri Aurea') ist eine Sorte aus der Gattung der Ulmen (Ulmus) mit goldgelb leuchtendem, gekraustem Laub. Diese Sorte ist aus einer Kreuzung von Berg-Ulme Ulmus glabra mit der Feldulme Ulmus minor entstanden. Die Sorte 'Wredei' ist im Arboretum von Alt-Geltow um 1877 entstanden. Goldulmen haben einen aufrechten Wuchs und bilden eine säulen- bis trichterförmige Krone aus. Sie werden bis zu 10 m hoch und bis zu 5 m breit. Der Austrieb der Blätter ist leuchtend gelb und wechselt später zu gelber bis gelbgrüner Blattfarbe. Häufig finden sich Zweige, die normal grün gefärbte Blätter tragen.
Die Goldulme bevorzugt einen tiefgründigen, nährstoffreichen, kalkhaltigen und feuchten Boden. Sie zeigt eine hohe Toleranz gegen das Ulmensterben, eine durch Schlauchpilze der Gattung Ophiostoma verursachte Pflanzenkrankheit.

Gallen der Ulmenblasenlaus an einer Goldulme

## Belege
- Dietrich Böhlmann: Hybriden bei Bäumen und Sträuchern. Wiley, 2009, ISBN 978-3-527-32383-8.
- P. S. Green: Registration of cultivar names in Ulmus. Arnoldia, Bd. 24, 1964, Arnold Arboretum, Harvard University. (PDF).
- J. Kelly, J. Hillier: The Hillier Bäume und Sträucher. Thalacker Medien, Braunschweig 1997, ISBN 3-87815-086-5.